# Krishnapura, Channarayapatna
Krishnapura là một làng thuộc tehsil Channarayapatna, huyện Hassan, bang Karnataka, Ấn Độ.